# Derya Kaptan
Derya Kaptan (Gütersloh, 29 juni 1986) is een Duitse zangeres muzikante, actrice en danseres.

## Biografie
Derya Kaptan werd midden 1986 in Gütersloh, Noordrijn-Westfalen - toen nog gelegen in West-Duitsland - geboren. Haar ouders zijn van Turkse afkomst.
Voor haar rol in de musical Stuhlgang - Der Weg nach oben kreeg ze in 2011 de prijs voor beste enscenering en bewegende kunsten. Bekendheid kwam pas een jaar later, nadat ze deelnam aan de talentenwedstrijd Yetenek sizsiniz Türkiye in Turkije.
In 2012 voltooide Kaptan haar opleiding Dans- en bewegingscultuur aan de Duitse Sportuniversiteit van Keulen. In datzelfde jaar volgde ze ook een zangstudie in het Deense Silkeborg.
Kaptan verwierf enorme bekendheid als actrice in het toneelstuk A Midsummer Night's Dream. Verder speelde ze ook mee in de musical All Night Long.
In oktober 2015 werd zij uitgekozen om Duitsland te vertegenwoordigen op het Türkvizyonsongfestival 2015. In Istanboel zal ze haar Turkse lied Sessiz çığlık ten gehore brengen. Kaptan eindigde net buiten de top 10. Met 153 punten behaalde ze de 11de plaats.
2014: Fahrettin Güneş · 
2015: Derya Kaptan · 
2020: Seyran